# Khadija Ziani
Pour les articles homonymes, voir Ziani.
Khadija Ziani (en arabe : خديجة الزياني) est une femme politique marocaine. 
Elle a été élue députée de la circonscription Fnideq, lors des élections législatives marocaines de 2016 avec l'Union constitutionnelle. Elle fait partie du groupe parlementaire du Rassemblement constitutionnel, et est membre active de la Commission de l'enseignement, de la culture et de la communication.